# 香港專業教育學院（葵涌）

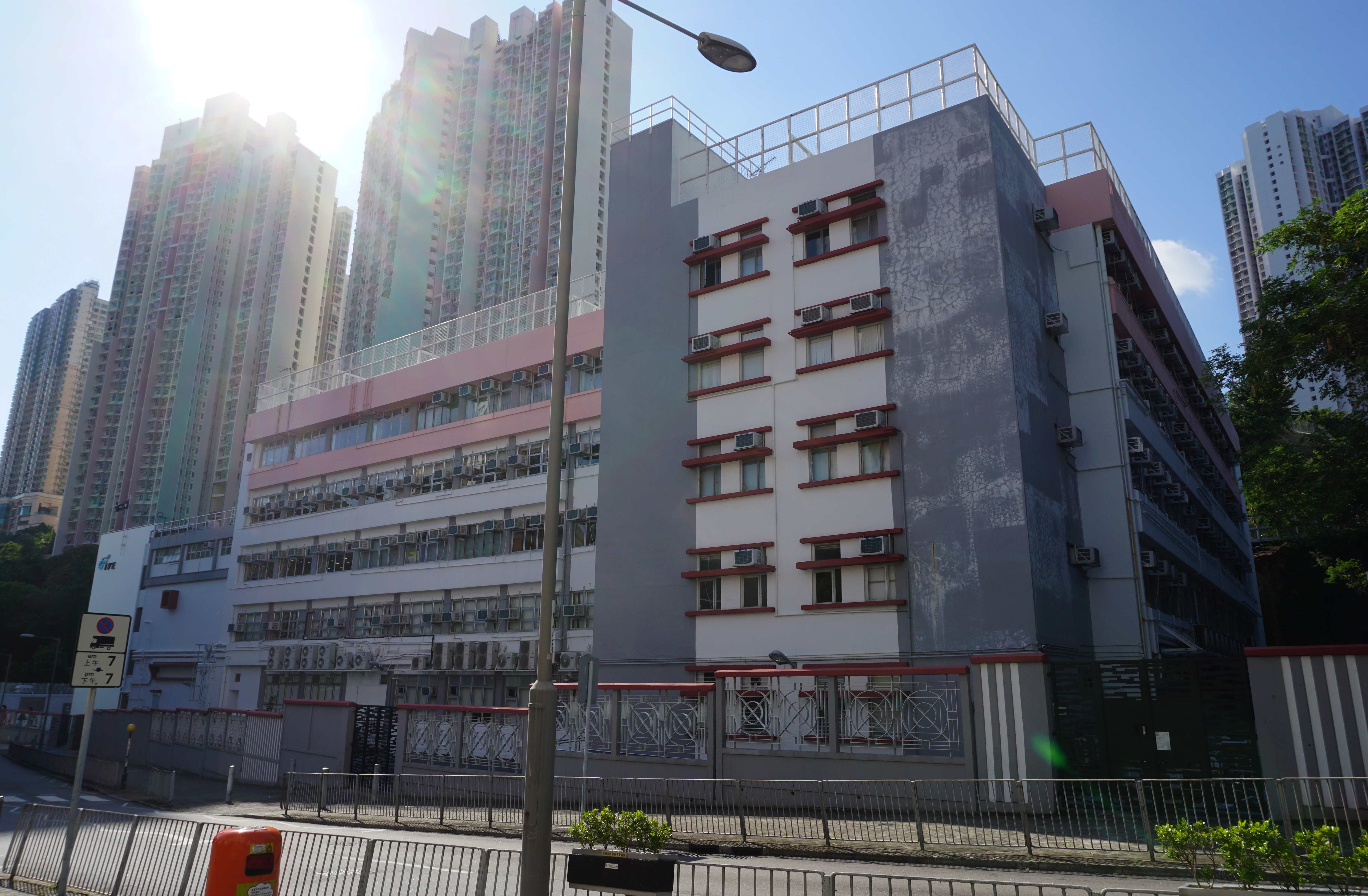
校舍東面

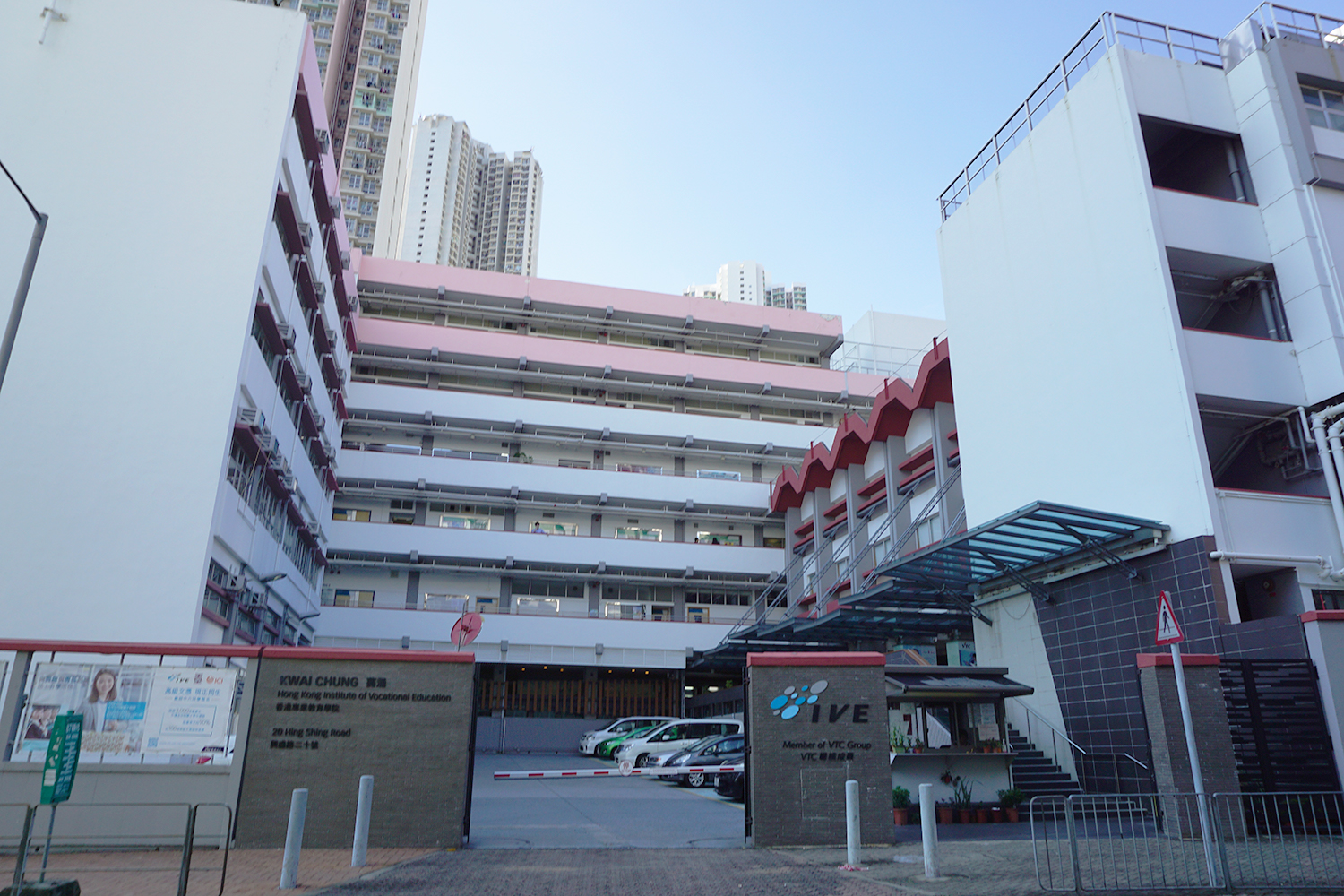
校舍入口

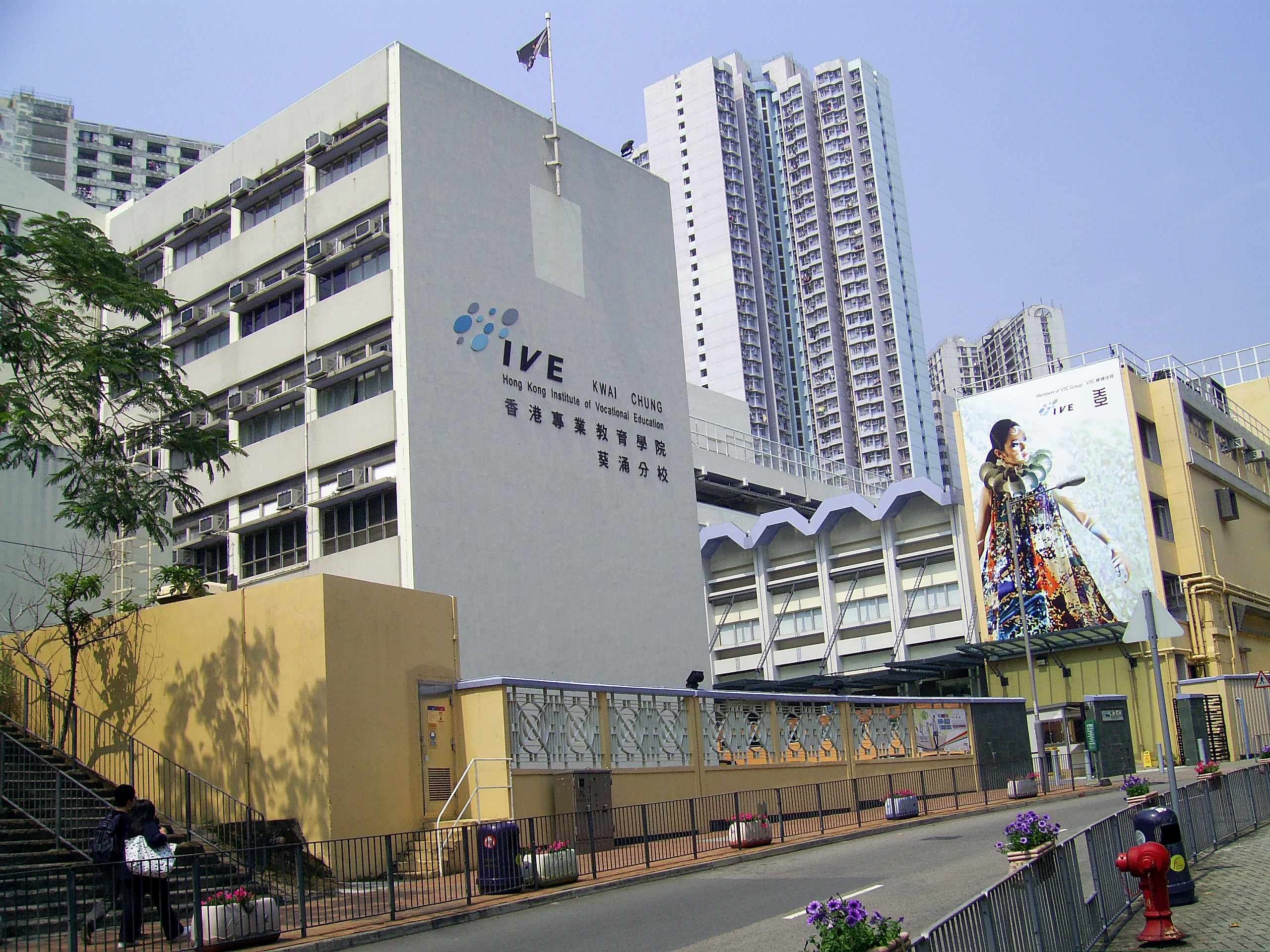
翻油前的校舍西面

香港專業教育學院（葵涌）（英語：-{Hong Kong Institute of Vocational Education (Kwai C
hung)}-，簡稱：IVE(KC)），是香港專業教育學院的分校，位於香港新界葵涌興盛路20號，1975年由教育司署成立，1982年移交予職業訓練局。

## 簡介
葵涌分校原為葵涌工業學院，與觀塘分校同期興建，在1972年9月進行前期研究。屬教育司署（現：教育局）的「擴展工業計劃」其中一部分，計劃內容是5-10年間在主要工商業區和新發展區興建7所工業學院，目的是保證目前或未來工商業發展有充足人才提供。分校於1999年與其餘六間工業學院及二間科技學院合併成「香港專業教育學院」並改為現稱。
葵涌分校分為正校及附屬校舍（新翼），被一馬路所分隔，附屬校舍是由工商資訊學院所使用，而正校則為健康及生命科學系使用。
葵涌分校語文中心（LC）則負責提供語文課程。

## 學系
已遷出
- 時裝及紡織系（FT）[7]
- 電子計算系（CP）[8]
- 工商管理系（BA）[9]

遷入
- 健康及生命科學系（HLS）

## 歷任院長
- 譚偉珠（1990年－2000年7月）
- 梁協雄（署理） (2000年7月－2000年12月）
- 李愛蓮（署理） (2001年1月－2002年5月）
- 李愛蓮（2002年6月－2003年6月）
- 朱桂鑾（2003年9月－2005年9月）
- 馮建強（署理） (2005年9月－2005年10月）
- 馮建強（2005年10月－2007年12月）
- 祁志純（2008年1月－2009年8月）
- 梁明珠（署理） (2009年9月－2010年8月）
- 祁志純（2010年9月－2011年3月）
- 陳周碧瑤（2011年3月－2012年8月）
- 潘李秀麗（2012年9月－2016年8月)
- 甄鼎君（2016年8月－2017年9月)
- 張桂宗（署理）（2017年9月－2018年1月）
- 賀愛德（2018年1月－2019年8月）
- 張桂宗（2019年9月）

## 學生會
設有幹事會及代表會兩大機構，幹事會由學生直選產生，代表會則由各系學生代表組成。
幹事會以下有三大學系的系會，以及不同的學會。
學生會為同學爭取福利，舉辦活動，並且定期向學院反映學生的意見。每年十一月舉行幹事會選舉，產生新任幹事會，而代表會亦同時於每年十一月重選。

## 著名校友
- 鄧麗欣：香港女歌手，演員
- 趙碩之：模特兒，演員

## 備註/參考資料
1. ↑  職訓局擬兩地換一地 重建長沙灣分校
2. ↑  舊稱應用科學系，2020年11月更名
3. ↑  李惠利分校的秘書及行政事務文憑課程自2010/2011學年起遷入
4. ↑  「觀塘新工業學院 已建成移交教署」，《工商晚報》，1975-06-10
5. ↑  政府推行工業教育，華橋日報，1972-09-18
6. ↑  「兩新工業學院 下學年可啟用」，《工商晚報》，1974-09-01
7. ↑  已在2010/2011學年遷往香港知專設計學院
8. ↑  已在2011/2012學年遷往香港專業教育學院（沙田）
9. ↑  工商管理系2017/2018停辦及遷出

## 外部連結
- 葵涌分校網頁 （页面存档备份，存于）